# Pedro Yi Hoyong y Ágata Yi Sosa
Pedro Yi Hoyong (siglo XVIII-Seúl, 1844) y Ágata Yi Sosa (siglo XVIII-Seúl, 9 de enero de 1840) fueron laicos católicos coreanos, asesinados por agentes del gobierno coreano por sus creencias cristianas.
Se consideran por lo tanto como mártires católicos en Corea. Fueron beatificados en 1924 y canonizados en 1984, conjuntamente en ambas ocasiones, y son conmemorados juntos el 9 de enero, pero se suele nombrar solamente a Ágata en el Santoral.

## Hagiografía
De Pedro se sabe que fue hijo de mártires católicos, víctimas de la primera persecución en Corea. Fue catequista y esto le llevó a su captura y posterior tortura. 
Por su parte, Ágata era hermana de Pedro, y fue capturada también por agentes del gobierno, junto con su hermano y una de sus amigasː Teresa Kim, que a su vez era colaboradora de Andrés Kim Taegon, el primer sacerdote católico coreano. Ágata fue decapitada junto a Teresa el 9 de enero de 1840, mientras que Pedro fue torturado y luego de cuatro años de prisión, falleció.